# Diagramme (logique mathématique)
 (novembre 2024).
Si vous disposez d'ouvrages ou d'articles de référence ou si vous connaissez des sites web de qualité traitant du thème abordé ici, merci de compléter l'article en donnant les références utiles à sa vérifiabilité et en les liant à la section « Notes et références ».
 (juillet 2025).
En théorie des modèles, une branche de la logique mathématique, le diagramme d'une structure est un concept simple mais utile pour prouver des propriétés d'une théorie, comme par exemple la propriété d'amalgamation et le théorème des plongements joints de Robinson.

## Définition
Soit {\displaystyle {\mathcal {L}}} un langage du premier ordre et {\displaystyle T} une théorie de {\displaystyle {\mathcal {L}}.} Pour un modèle {\displaystyle {\mathfrak {A}}} de {\displaystyle T}, on étend {\displaystyle {\mathcal {L}}} en un nouveau langage
{\displaystyle {\mathcal {L}}_{A}:={\mathcal {L}}\cup \{c_{a}:a\in A\}}
en ajoutant un nouveau symbole de constante {\displaystyle c_{a}} pour chaque élément {\displaystyle a} dans {\displaystyle A,} où {\displaystyle A} est l'ensemble sous-jacent à {\displaystyle {\mathfrak {A}}.} On peut étendre {\displaystyle {\mathfrak {A}}} en la {\displaystyle {\mathcal {L}}_{A}}-structure
{\displaystyle {\mathfrak {A}}_{A}:=({\mathfrak {A}},a)_{a\in A}.}
Le diagramme {\displaystyle D({\mathfrak {A}})} de {\displaystyle {\mathfrak {A}}} est l'ensemble de toutes les {\displaystyle {\mathcal {L}}_{A}}-formules closes vraies dans {\displaystyle {\mathfrak {A}}_{A}}, c'est-à-dire les {\displaystyle \varphi (c_{a_{1}},...,c_{a_{n}})} avec {\displaystyle \varphi } une {\displaystyle {\mathcal {L}}}-formule telle que {\displaystyle {\mathfrak {A}}\vDash \varphi (a_{1},...,a_{n})}